# Odynerus hyalinelamellatus
Odynerus hyalinelamellatus är en stekelart som beskrevs av Giordani Soika. Odynerus hyalinelamellatus ingår i släktet lergetingar, och familjen Eumenidae. Inga underarter finns listade i Catalogue of Life.